# Massacre de Bronte
Pour les articles homonymes, voir Bronte (homonymie).
Le massacre de Bronte est un épisode de l'expédition des Mille et concerne l'assassinat de seize civils dans la commune de Bronte par les paysans et la répression qui s'ensuit par un bataillon de l'esercito meridionale (Armée Méridionale) commandée par Nino Bixio qui fait fusiller cinq personnes en août 1860.

## Les faits de Bronte
Le débarquement des Mille en Sicile donne beaucoup d'espoir à la petite bourgeoisie et aux classes inférieures. À Bronte, sur les pentes de l’Etna, l'opposition est forte entre l'aristocratie latifundiaire représentée par les propriétés de Nelson, par les propriétaires fonciers et par le clergé local d'une part et la société civile locale d'autre part.
Le 2 août, au mécontentement populaire s'ajoutent des vagabonds et des bandits qui proviennent des villages limitrophes, ce qui amplifie l'insurrection sociale. Une dizaine de maisons sont brulées ainsi que le théâtre et les archives communales. Une chasse à l'homme débute et seize personnes sont tuées parmi les nobles, les officiels et les civils avant que la révolte ne s'apaise vers le 5, sous l'action du colonel Giuseppe Poulet.
Le comité de guerre, créé en mai par la volonté de Garibaldi et de Crispi, après les évènements de Partinico, décide d'envoyer un détachement à Bronte pour mettre fin à la révolte et appliquer une justice exemplaire. Le bataillon est aux ordres de Nino Bixio.
Lorsque Bixio commence l'enquête, un grand nombre de responsables ont déjà fui et certains officiels profitent de l'occasion pour accuser leurs adversaires politiques.
Le tribunal de guerre mixte juge, au cours d'un procès qui dure moins de quatre heures, 150 personnes et condamne à la peine capitale l'avocat Nicholas Lombardo qui avait été proclamé maire après les émeutes, ainsi que quatre autres personnes : Nunzio Ciraldo Fraiunco, Nunzio Longi Longhitano, Nunzio Spitaleri Nunno, Nunzio Samperi. La sentence est exécutée le 10 août à l'aube.
À la lumière des reconstitutions historiques, il a été constaté que Lombardo était totalement étranger à la révolte et convié à fuir par de nombreuses personnes, il refusa pour défendre son honneur. Nunzio Ciraldo Fraiunco n'était pas en mesure de comprendre, atteint de démence.
Garibaldi, pourtant convaincu de la nécessité de partager les terres aux paysans les plus pauvres, a couvert cette justice expéditive. Alors qu'il visait la conquête de l'Italie continentale après la victoire de Milazzo, il rassure à la fois les grands propriétaires, traditionnellement autonomistes, sur la dimension conservatrice de la révolution qu'il mène, et évite l'hostilité des Britanniques, soucieux des intérêts des descendants de l'amiral Nelson.

## Dans la culture
- Giovanni Verga évoque cette révolte dans la nouvelle Liberté (1883).
- Florestano Vancini, Bronte: cronaca di un massacro che i libri di storia non hanno raccontato, 1972

## Sources
- (it) Cet article est partiellement ou en totalité issu de l’article de Wikipédia en italien intitulé « Strage di Bronte » (voir la liste des auteurs).